# 水红铁路
水红铁路是中国贵州省六盘水市境内的一条支线铁路，自贵州省六盘水市钟山区，经水城县，至盘县红果镇，全长166公里。原水柏铁路123公里于1997年12月1日动工，2002年9月26日试通，2004年2月19日正式运营。
2004年9月，铁道部将盘西铁路柏果至红果段并入水柏铁路，更名为水红铁路。
水红铁路北起六盘水，在沪昆铁路六盘水与梅花山之间向南分歧，经过16个站，到达红果，与盘西铁路和威红铁路交汇。六盘水南站以北属成都铁路局管辖，玉舍站以南属昆明铁路局管辖。
水红铁路是南昆铁路和沪昆铁路两条大动脉之间，滇黔交汇部乌蒙山区煤炭资源外运的三条联络线（盘西铁路和威红铁路）之一。

## 连接铁路
- 六盘水站，东西方向均接入沪昆铁路；北接内昆铁路。
- 红果站，西接盘西铁路，南接威红铁路。

## 重要意义
- 东西方向，通过盘西铁路至沾益，成为沪昆铁路的重要分流铁路。
- 南北方向，通过威红铁路接入南昆铁路，与内昆铁路、南昆铁路共同构成西南出海通道的分流铁路（另一西南出海通道是成渝铁路、川黔铁路、黔桂铁路）。